# Szkotowo
Szkotowo [ʃkɔˈtɔvɔ] (deutsch Skottau) ist ein Dorf in Polen. Es gehört zur Gmina Kozłowo (Landgemeinde Groß Koslau, 1938 bis 1945 Großkosel), Powiat Nidzicki (Kreis Neidenburg) in der Woiwodschaft Ermland-Masuren.

## Geographische Lage
Szkotowo liegt südlich vom Skottau-See (auch: Skottauer See, polnisch Jezioro Szkotowskie) am Flüsschen Skottau (polnisch Szkotówka) im Südwesten der Woiwodschaft Ermland-Masuren, 13 Kilometer nordwestlich der Kreisstadt Nidzica (deutsch Neidenburg).

## Geschichte

### Ortsgeschichte
Die erste urkundliche Erwähnung des Ortes Skottaw erfolgte am 14. Oktober 1348, als hier Land den Brüdern Michel und Hans von der Skottaw Land verschrieben wurde. Am 28. Mai 1874 wurde Skottau bis etwa 1932 Amtsdorf und damit namensgebend für einen Amtsbezirk im Landkreis Neidenburg in Masuren – im Regierungsbezirk Königsberg (ab 1905: Regierungsbezirk Allenstein) in der preußischen Provinz Ostpreußen. Im Jahre 1910 zählte Skottau 313 Einwohner, von denen 149 in der Landgemeinde Skottau und 164 im Gutsbezirk Skottau lebten. Der Gutsbezirk Skottau wurde am 30. September 1928 zu Teilen in die Landgemeinden Skottau und Lippau (polnisch Lipowo) umgegliedert.
Aufgrund der Bestimmungen des Versailler Vertrags stimmte die Bevölkerung im Abstimmungsgebiet Allenstein, zu dem Skottau gehörte, am 11. Juli 1920 über die weitere staatliche Zugehörigkeit zu Ostpreußen (und damit zu Deutschland) oder den Anschluss an Polen ab. In Skottau (Dorf und Gut) stimmten 179 Einwohner für den Verbleib bei Ostpreußen, auf Polen entfielen keine Stimmen.
Ab etwa 1932 wurde der Amtsbezirk Skottau in den Amtsbezirk Gardienen (polnisch Gardyny) umgewandelt. Die Einwohnerzahl der Gemeinde Skottau belief sich 1933 auf 455 und 1939 auf 401.
Am 20. Januar 1945 wurde Skottau von der Roten Armee besetzt. Mit dem gesamten südlichen Ostpreußen kam Skottau 1945 in Kriegsfolge an Polen und erhielt die polnische Namensform „Szkotowo“. Heute ist das Dorf mit dem Sitz eines Schulzenamts (polnisch Sołectwo) eine Ortschaft im Verbund der Gmina Kozłowo (Landgemeinde Groß Koslau, 1938 bis 1945 Großkosel) im Powiat Nidzicki (Kreis Neidenburg). Von 1975 bis 1998 gehörte es zur Woiwodschaft Olsztyn, seither zur Woiwodschaft Ermland-Masuren. Im Jahre 2011 zählte Szkotowo 424 Einwohner.

### Amtsbezirk Skottau (1874 bis etwa 1932)
Zum Amtsbezirk Skottau gehörten anfangs 16 Kommunen, am Ende waren es im Amtsbezirk Gardienen noch neun:
| Deutscher Name                     | Polnischer Name | Anmerkungen                                                            |
| ---------------------------------- | --------------- | ---------------------------------------------------------------------- |
| Browienen 1938–1945: Froben        | Browina         |                                                                        |
| Gardienen                          | Gardyny         |                                                                        |
| Groß Gardienen                     |                 | 1928 nach Gardienen eingemeindet                                       |
| Kownatken 1938–1945: Kaunen (Gem.) | Kownatki        |                                                                        |
| Kownatken (Gut)                    |                 | 1928 in die Landgemeinde Kownatken eingegliedert                       |
| Lippau                             | Lipowo          |                                                                        |
| Logdau (Gem.)                      | Łogdowo         |                                                                        |
| Logdau (Gut)                       |                 | 1928 in die Landgemeinde Logdau eingegliedert                          |
| Oschekau (Gem.)                    | Osiekowo        |                                                                        |
| Oschekau (Gut)                     |                 | 1928 in die Landgemeinde Oschekau eingegliedert                        |
| Siemienau                          | Siemianowo      |                                                                        |
| Skottau (Gem.)                     | Szkotowo        |                                                                        |
| Skottau (Gut)                      |                 | 1928 zu Teilen die die Landgemeinden Skottau bzw. Lippau eingegliedert |
| Thurau (Gem.)                      | Thurau          |                                                                        |
| Thurau (Kirchengut)                |                 | 1928 in die Landgemeinde Thurau eingegliedert                          |
| Thurau (Rittergut)                 |                 | 1928 in die Landgemeinde Thurau eingegliedert                          |

## Kirche

### Kirchengebäude
Unter den ehemaligen Kirchengebäuden von Skottau wird nur noch das Gotteshaus von 1821 erwähnt, das turmlos und aus Holz errichtet war. Von ihr wurde gesagt, dass ihre Bedachung so schlecht war, dass bei Regenwasser das ganze Innere der Kirche nass wurde. Sie wurde so baufällig, dass sie 1863 abgerissen werden musste.
In den Jahren 1874 bis 1877 entstand ein Neubau: ein Ziegelbau mit Westturm. Der Innenraum mit einer mehrseitigen Apsis war einheitlich im neugotischen Stil erhalten. Das Altargemälde stellte die Auferstehung Christi dar. Eine Orgel erhielt die Kirche im Jahre 1879.
Das Gebäude wurde mehrfacher Renovierungen unterzogen. Nach dem Krieg wurde es von einem evangelischen Gotteshaus zu einem römisch-katholischen Gotteshaus – dem Hl. Josef geweiht – umgewidmet.

### Kirchengemeinde

#### Evangelisch

##### Kirchengeschichte
Eine Kirchengemeinde evangelischer Konfession wurde in Skottau im Jahre 1657 errichtet. Im gleichen Jahr bestand bereits eine Pfarrstelle, von der aus bis 1725 Groß Schläfken (polnisch Sławka Wielka) und von 1725 bis 1738 Januschkau (1938 bis 1945 Osterschau, polnisch Januszkowo) mitversorgt wurden. Mit der Kirche in Skottau war die Kirche in Dziurdziau (1938 bis 1945 Thalheim, polnisch Dziurdziewo) verbunden. Man „teilte“ sich den Pfarrer, der seinen Amtssitz in Skottau hatte, und rückte später als „Vereinigte Kirchengemeinden“ zusammen. Im Jahre 1925 zählte das Kirchspiel Skottau 1.283 Gemeindeglieder. Es gehörte bis 1945 zur Kirchenprovinz Ostpreußen der Kirche der Altpreußischen Union. Die nach 1945 nur noch wenigen hier lebenden evangelischen Einwohner orientieren sich zur Heilig-Kreuz-Kirche Nidzica mit der Filialkirche im nähergelegenen Gardyny ((Groß) Gardienen) innerhalb der Diözese Masuren der Evangelisch-Augsburgischen Kirche in Polen.

##### Kirchspielorte
Zu dem Kirchspiel Skottau gehörten neben dem Pfarrort bis 1945 die Orte
- Frankenau,
- Kownatken (1938 bis 1945 Kaunen),
- Lippau,
- Michalken (1938 bis 1945 Michelsau),
- Rontzken.

##### Pfarrer
An der Kirche Skottau amtierten bis 1945 als evangelische Geistliche die Pfarrer:
- Andreas Musculus, 1647
- Christoph Chodowicki, ab 1652
- Paul Brodowius, ab 1656
- Johann Brodowius, 1695–1730
- Georg Christ. Brodowius, 1730
- Johann Dorsch, 1730–1771
- Johann Wilhelm Horn, 1772–1779
- Fabian Kiehl, 1779–1785
- Daniel Leipolz, 1785–1793
- Friedrich Schnetka, 1794–1823
- Friedrich Eduard Stern, 1828–1835
- Johann Gottlieb Cibulski, 1835–1844
- Johann Salkowski, bis 1848
- Adolf Franz Saworra, 1848–1874
- Theodor Heinrich Adolf Schulz, 1875–1878
- Franz Eduard Friedrich Kahnert, 1881–1886
- Eduard Schauke, 1888–1897
- Adalbert Karl Montzka, 1897–1901
- Gottfried Bienko. 1902–1910
- Eugen Drwenski, 1911–1915
- Richard Leopold Wilhelm Bury, 1916–1926
- Max Dannowski, 1930–1934
- Heinz Mundt, 1937–1945

##### Kirchenbücher
Von den Kirchenbüchern der Pfarrei Skottau sind erhalten und werden bei der Deutschen Zentralstelle für Genealogie in Leipzig aufbewahrt:
- Taufen: 1737 bis 1785
- Trauungen: 1731 bis 1737 und 1818 bis 1853
- Begräbnisse: 1731 bis 1875.

#### Römisch-katholisch
Bis 1945 waren die wenigen römisch-katholischen Einwohner Skottaus in die Katholische Pfarrkirche Neidenburg im Bistum Ermland eingepfarrt. Nach 1945 stieg die Zahl der Katholiken aufgrund der sich hier ansiedelnden polnischen Neubürger rapide an. Sie reklamierten die bisher evangelische Kirche für sich. Im Jahre 1958 wurde hier eine eigene Pfarrei errichtet, die zum Erzbistum Ermland gehört und der die beiden Filialgemeinden Januszkowo (Januschkau, 1938 bis 1945 Osterschau) und Lipowo (Lippau) angegliedert sind.

## Kultur/Sehenswürdigkeiten

### Ehemaliges Gut Skottau
Das einstige Gut verfügte Ende des 19. Jahrhunderts über den beachtlichen Landbesitz von 1000 Hektar sowie eine Mühle. Es gehörte damals der Familie von Livonius in Reichenau (polnisch Rychnowo). Die landwirtschaftliche Fläche, zu der dann noch eine Brennerei gehörte, nahm bis in die 1920er Jahre beträchtlich auf 361 Hektar ab. Damals war die Familie von Schack Eigentümerin, der auch den Ritterguts-Besitz des Johanniterordens in Oschekau (polnisch Osiekowo) bei Gr. Gardienen mitbetreute. Gutsherr in Skottau war in den 1930er Jahren Paul von Schack, Ober-Amtmann und Major der Landwehr a. D. Als Verwalter agierte Oberleutnant a. D. Max Schuchardt. Das Rittergut Skottau umfasste damals 356 ha.
Auf einer Anhöhe liegt das noch gut erhaltene Herrenhaus, das zu Beginn des 20. Jahrhunderts im eklektizistischen  Stil erbaut wurde. Auch die Wirtschaftsgebäude sind noch vorhanden. Der alte Gutspark hat nicht überlebt, nur noch vereinzelte Bäume sind anzutreffen.

### Archäologische Funde
Bei Ausgrabungen unweit der einstigen Mühle förderte man bei Ausgrabungen reiche Funde zutage: Gegenstände aus Bronze, Silberschmuck, Geschirr und vor allem eine große Münzsammlung mit Münzen aus der Zeit König Friedrichs II. und Kaiser Wilhelms II. Eine Besonderheit war ein silberner Schilling aus der Zeit des Hochmeisters Konrad von Erlichshausen (1441–1449). Die Funde werden im Schlossmuseum in Ostróda (Osterode (Ostpreußen)) aufbewahrt.

## Verkehr
Szkotowo liegt westlich der Schnellstraße 7 (hier auch: Europastraße 77), die vom Abzweig Rączki (Rontzken, 1938 bis 1945 Hornheim) über Gardyny (Gardienen) bis nach Kalbornia (Kahlborn) führt. Außerdem enden zwei Nebenstraßen aus der Nachbarregion im Ort. Eine Anbindung an den Bahnverkehr besteht nicht.